# Principatul Serbiei
Principatul Serbiei (în sârbă Кнежевина Србија, cu alfabetul latin[*]: Kneževina Srbija) a fost stat în Balcani, care a existat după Prima Revoltă Sârbă din anii 1804–1817. Crearea sa a fost negociată prima dată printr-un acord nescris dintre Miloš Obrenović, liderul celei de a Doua Răscoale Sârbe, și funcționarul otoman Marashli Paşa (1817), care a pus capăt revoluției sârbe. A urmat o serie de documente legale publicate de Înalta Poartă în 1828, 1829 și în 1830—hatișerifurile. Principatul a devenit de facto independent în 1867, când au fost evacuate ultimele trupe otomane din cetatea Belgrad și din țară; independența sa a fost recunoscută și de jure în 1878 prin tratatul de la Berlin. În 1882, țara a fost proclamată regat.

## Contextul și formarea
Liderii revoluționari sârbi—mai întâi Karađorđe și apoi Miloš Obrenović—și-au îndeplinit obiectivul de a elibera sârbii de dominația otomană ce dura de secole. Prin convenția de la Akkerman din 1826, Imperiul Rus a impus otomanilor autonomia Serbiei, dar abia după Războiul Ruso-Turc din 1828–1829, autoritățile otomane au recunoscut statul prin hatișeriful din 1830, iar Miloš Obrenović a devenit cneaz ereditar al principatului Serbiei. Serbia rămânea de jure stat vasal al Imperiului Otoman, cu o autonomie limitată de prezența armatei otomane, și obligat să plătească Porții un tribut anual de 2,3 milioane de groschen, adică circa 10% din bugetul țării.
La început, principatul a cuprins doar teritoriul fostului pașalâc al Belgradului (sangeacul Semendria), dar în anii 1831–1833 s-a extins înspre est, sud și vest. În 1866, Serbia a început o campanie de formare a Primei Alianțe Balcanice semnând o serie de acorduri cu alte entități din Balcani în perioada 1866–1868. Pe 18 aprilie 1867, guvernul otoman a ordonat garnizoanei din cetatea Belgrad, care din 1826 rămăsese singura reprezentare a suzeranității otomane în Serbia, a fost retrasă. Mai rămânea doar obligația ca drapelul otoman să rămână arborat pe cetate alături de cel sârbesc. Istoriografia sârbă datează independența de facto a țării din acel moment. Noua constituție din 1869 definea Serbia ca stat independent. În 1878, Serbia a obținut independența de jure față de Imperiul Otoman, prin tratatul de la Berlin, și în același timp și-a extins și mai mult teritoriul. Principatul a mai durat ca atare până în 1882 când s-a proclamat Regatul Serbiei.